# 海军一号

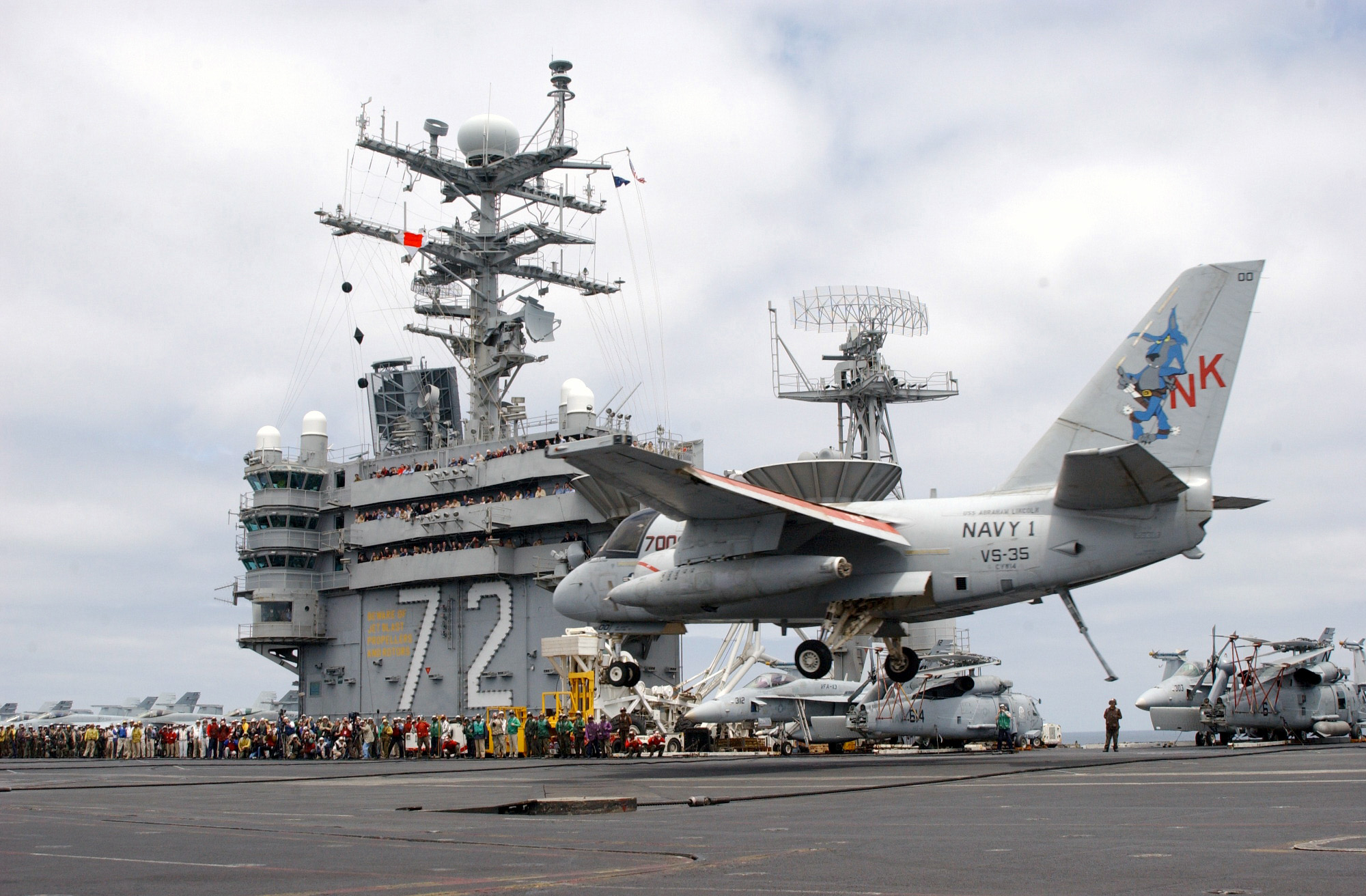
搭载乔治·沃克·布什总统的海军一号停在林肯号航空母舰上

海军一号（Navy One）是指搭载美国总统的美国海军飞机專用无线电台呼号。有“海军一号”之稱的飞机仅有一架，即隶属于VS-35蓝狼海军中队的S-3维京反潜机（BuNo 159387）。该飞机曾于2003年5月1日搭载乔治·沃克·布什总统前往停在加州圣迭戈海岸的林肯号航空母舰。当时的飞行员为VS-35中队的执行官斯齐普·卢西尔（Skip Lussier）中校，以及瑞安·菲利普斯（Ryan Phillips）上尉。
该飞机于2003年7月17日退役并在佛罗里达州彭萨科拉的国家海军飞行博物馆展出。

## 副總統專機
而搭载副总统的海军飞机的呼号则是海军二号（Navy Two）。一架VR-48曾于1980年搭载沃尔特·蒙代尔副总统从华盛顿特区往返纽约州普莱西德湖，观看1980年冬季奥林匹克运动会冰球决赛。该飞机是一架VC-131H（康维尔580）。